# Baranof Island
Baranof Island is een Amerikaans eiland, onderdeel van de Alexanderarchipel in de Grote Oceaan voor de kust van de Alaska Panhandle. Met een lengte van 160 kilometer en een breedte van 48 km heeft het eiland een oppervlakte van 4.162 km². Het hoogste punt op het eiland is de 1.643 meter hoge Peak 5390. In 2000 woonden er 8.532 personen. Sitka is veruit de grootste plaats. De autochtone bevolking van Baranof Island zijn de Tlingit.
Ten noorden van het eiland ligt het Chichagof Island, ten noordoosten Admiralty Island en ten zuidoosten Kuiu Island. Ten westen ligt de Golf van Alaska, ten oosten de Chatham Strait.

Het eiland, alsook een meer en een rivier op het eiland, zijn vernoemd naar Aleksandr Baranov, die op dit eiland de stad Sitka op de Tlingit heroverde in de Slag om Sitka, en vervolgens daar in 1808 de hoofdstad van Russisch Amerika vestigde.

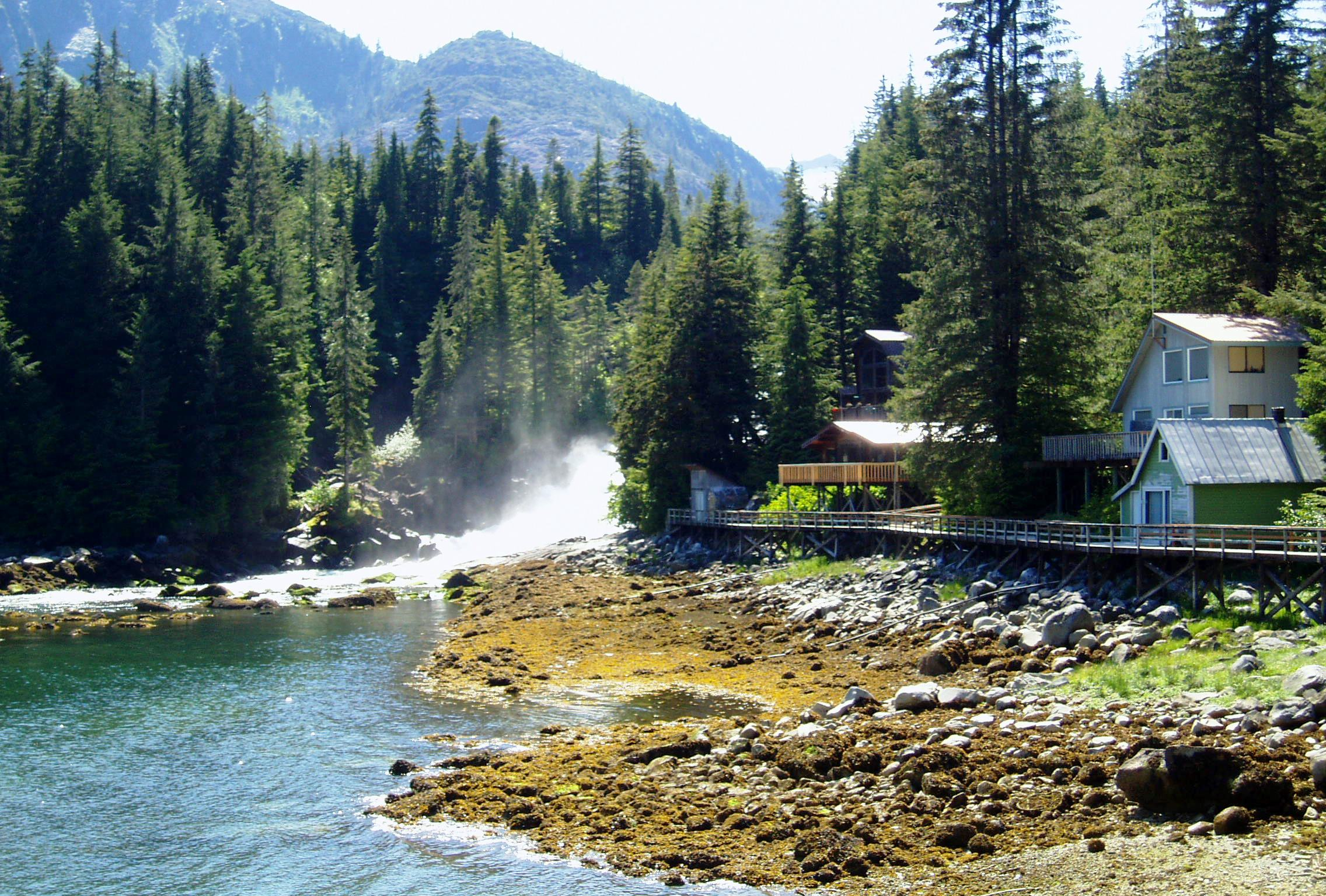
Baranofeiland